# Universitatea Orașului Caracas
Orasul universitar din caracas (Ciudad Universitaria de Caracas) este principalul campus din centrul universitaral Venezuelei.Acesta a fost proiectat de arhitectul Venezuelei Raúl Carlos Villanueva și a fost declarat patrimoniu mondial de UNESCO în 2000.Orasul universitar din Caracas este considerat o capodopera de arhitectura si urbanism și este singurul campusul universitar conceput de către un singur arhitect in secolul 20,care a primit o recunoastere de la UNESCO. 
Campus și clădiri din orasul universitar al Venezuelei sunt considerate a fi munca de maestru a lui Villanueva.Construit pe locul vechiului Hacienda Ibarra (al carei original a apartinut familiei lui Simion Bolivar) și conectat la centrul noului oras in jurul Plaza Venezuela, proiectul necesita un masiv de întreprindere atât de planificare urbană cat și proiectare de arhitectura.Administratia Președintele Isaías Medina Angarita cumpara Hacienda Ibarra în 1942 cu scopul de a oferi universitati o locație mai mare decât Saint Francis Covent, dandu-i lui Villanueva o oportunitate unică de a aplica conceptul sau despre integrareaartei si arhitecturii la o scara mai mare.
Acest vast complex urban de aproximativ 2 km ² include un total de patruzeci clădiri și a devenit una dintre cele mai de succes aplicatii ale arhitecturii moderne în America Latină.
Villanueva a lucrat în strânsă colaborare cu toți artiștii care au contribuit cu idei și personal a supervizat proiectul timp de peste 25 de ani inainte de a implini 60 de ani cand starea sanatatii sale s-a inrautati si la obligat sa lase unele cladiri in stadiul de proiect.